# پرویز براتی
پرویز براتی (متولد ‏۱۳۵۶‏ در آبادان)، روزنامه‌نگار و نویسنده ایرانی است‎.

## زندگی‌نامه
پرویز براتی متولد ۱۳۵۶ آبادان، تحصیلات خود را در مقطع کارشناسی رشته ادبیات در دانشگاه اصفهان به اتمام رسانده و از سال ‏۱۳۸۰ مشغول روزنامه‌نگاری حرفه‌ای است. او در حوزه هنرهای تجسمی و معماری قلم می‌زند و از سال ۱۳۹۱ تا ۱۳۹۶، دبیر سرویس هنری روزنامه شرق بوده‌است‎.  کتاب جدید براتی  با عنوان دیونامه:بازشناسی چهره‌ی موجودات خیالی در روایت های ایرانی سال ۹۹ از سوی نشر چشمه منتشر شد.

## کتاب‌ها
او به عنوان مؤلف کتاب‌های «کتاب عجایب ایرانی» (۱۳۸۸ - نشر افکار)‎، سرگذشت نقاشی در ایران (۱۳۹۱ - نشر افق) و بادهای افسون:مقدمه ای بر شناخت علوم غریبه در ایران (نشر چشمه - ‏۱۳۹۶) را در کارنامه خود دارد. اپیکاک شامل شش داستان از کورت ونه گات نیز با ترجمه او و رضا نوحی منتشر شده‌است.

## جوایز
پرویز براتی در سال ۱۳۹۱ پنجمین جایزه روزنامه‌نگاری امید یادبود دکتر مهدی سمسار را به خاطر فعالیتش در حوزه هنرهای تجسمی دریافت کرده‌است‎. همچنین نماینده کشوری برنامه جهانی غذا سازمان ملل متحد در مهرماه ۱۳۹۳ از این روزنامه‌نگار ایرانی به‌خاطر مبارزه با گرسنگی و حمایت از برنامهٔ جهانی غذا تقدیر کرد.

## سوابق مطبوعاتی
براتی سابقه همکاری با روزنامه‌های شرق، اعتمادملی، آفتاب یزد، اعتماد، بهار و مجلات معماری و ساختمان، نافه،تجربه،خردنامه همشهری و هنر فردا دارد‎.